# Fanny Ollendorff
Fanny Ollendorff, geborene Fanny Baer, hebräisch פאני/פני אולנדורף (geboren 7. September 1893 in Halberstadt, gestorben 1983 in Jerusalem) war eine deutsch-israelische Pionierin der Sozialarbeit in Deutschland, Palästina und später in Israel.

## Leben und Ausbildung
Fanny Baer wurde am 7. September 1893 in Halberstadt geboren. Ihre Eltern waren Joseph Baer, der mit den Messingwerk Finow in Eberswalde bei Berlin verbunden war, und Rosalie Baer, geborene Dessau. Sie waren eine Familie mit acht Kindern. Unter ihnen war Helene Barth (1891–1982), die bereits 1924 nach Palästina auswanderte und sowohl Lehrerin als auch Sozialarbeiterin war.
Baer leitete im Ersten Weltkrieg die jüdische Kindertagesstätte in Halberstadt und besuchte einen Rotkreuzkurs. Sie widmete sich der Familien- und Kinderbetreuung. 1918 besuchte sie die Soziale Frauenschule in München bei Frieda Duensing, bevor sie ihre Ausbildung an der Sozialen Frauenschule in Berlin-Schöneberg bei Alice Salomon abschloss. In den späten 1920er Jahren besuchte sie Kurse an der Hochschule für Politik in Berlin.

### Jüdische Sozialarbeit in Deutschland
Ab 1921 war Baer zunächst als Jugendleiterin und später als Geschäftsführerin im Jüdischen Volksheim in Berlin tätig. Dort traf sie Friedrich Ollendorff, einen führenden jüdischen Sozialarbeiter in Deutschland und später in Palästina. Sie heirateten 1923. Für kurze Zeit arbeitete sie in der Zentrale für private Fürsorge in Berlin. Von 1926 bis 1929 war sie als Sozialarbeiterin in Dr. Neumanns Kinderheim tätig.

### Beitrag zum Aufbau der Sozialarbeit in Palästina und Israel
Wie viele andere zionistische Sozialarbeiterinnen entschied sich auch Fanny Ollendorff kurz nach der Machtergreifung der Nationalsozialisten für die Flucht nach Palästina und zur Unterstützung des dortigen Aufbaus eines Wohlfahrtssystems. 1934 wanderte sie zusammen mit ihrem Mann aus. Nach ihrer Emigration begann sie als Sozialarbeiterin in der Lischkah lɘʿEzrah Sozialith (לשכה לעזרה סוציאלית) des Waʿad ha-Kehillah zu arbeiten und begründete gemeinsam mit Henrietta Szold in Jerusalem die Sozialarbeit in Palästina unter dem britischen Mandat. Anschließend wurde sie stellvertretende Geschäftsführerin und übernahm später die Geschäftsführung. 1947 ging sie mit ihrem Mann in die USA und bildete dort in Sozialarbeit weiter. Nach ihrer Rückkehr und dem Ende des Krieges um Israels Unabhängigkeit wurde die Sozialarbeit Teil der Stadtverwaltung.
Nach dem Tod ihres Mannes im Jahr 1951 beendete sie ihre Arbeit in der Gemeinde und begann ihre Arbeit im Ministerium für Wohlfahrt 
(damals מִשְׂרַד הַסַּעַד Misrad haSaʿad, deutsch ‚Unterstützungsamt‘). Sie leitete einen Kurs für Studierende in Beit Schemesch und später in Haifa. Dann leitete sie das Sozialamt in Qirjat Gat. Wie in Beit Schemesch arbeitete sie hauptsächlich mit Einwandern. Später leitete sie einen Kurs für akademisch ausgebildete Sozialarbeiter. Nach ihrer Pensionierung engagierte sie sich freiwillig im sozialen Bereich. In den 1960er Jahren war sie mit Hilde Lotan an Gemeindeprojekten in Jerusalem für Jugendliche und ältere Menschen beteiligt.
Fanny Ollendorff starb 1983 in Jerusalem.